# Nordtyska orgelskolan
Nordtyska orgelskolan kallar man en stilriktning inom orgelmusiken, som uppstod på 1600-talet i Nordtyskland och blomstrade där fram till 1700-talets mitt. Å ena sidan spelade influenser från Nederländerna en roll, i synnerhet genom den amsterdamske organisten Jan Pieterszoon Sweelinck, å andra sidan påverkades man av framsteg inom orgelbyggarkonsten framför allt genom Hans Scherer den äldre, Hans Scherer den yngre och Arp Schnitger.
Centra för denna stil var jämte Hamburg främst Lübeck, Bremen, Lüneburg och Stade, ja, namnet till trots hade rörelsen även utlöpare i Danmark och Sverige. Stilen utmärker sig genom en ständig växling mellan manualerna och ett mycket självständigt pedalspel.
De mest kända företrädarna för den nordtyska orgelskolan är:
- Hieronymus Praetorius (1560–1629)
- Jacob Praetorius den yngre (1586–1651)
- Heinrich Scheidemann (1596–1663)
- Franz Tunder (1614–1667)
- Matthias Weckmann (1616–1674)
- Dietrich Buxtehude	(1637–1707)
- Johann Adam Reincken (1643–1722)
- Andreas Kneller (1649-1724)
- Vincent Lübeck (1654–1740)
- Georg Böhm (1661–1733)
- Georg Dietrich Leyding (1664-1710)
- Nicolaus Bruhns (1665–1697)
- Johann Nikolaus Hanff (1665–1711/12)